# 맥주빵
맥주빵은 맥주로 맛을 낸 효모 빵의 일종이다. 비어 브레드라고도 불린다. 효모는 설탕을 이산화탄소와 알코올로 치환시키기 위해 사용된다.
맥주빵은 밀가루, 맥주, 설탕으로 만들 수 있다. 맥주 중 특히 수제 맥주는 의도적으로 효모 균을 넣었을 수 있으며, 잠재적으로 효모 퇴적물이 병 바닥에 있을 수도 있다. 시장의 맥주 또한 살아있는 효모 균을 포함하고 있다. 충분한 효모 없이는 빵이 무겁고 뻑뻑할 것이다. 맥주빵에 추가적으로 베이킹 소다나 베이킹파우더를 넣을 수 있다. 팽창제가 들어있기 때문에 팽창제를 혼합한 밀가루도 사용될 것이다. 팽창제를 넣지 않으면 빵이 딱딱하고 너무 오래 익혔을 경우 수분을 잃지 않으려고 하는 경향이 있을 것이다.

## 같이 보기
- 맥주 반죽
- 퀵 브레드
- 비엔나 빵
- 맥주 수프